# Jean de Lasco
Jan Łaski ou Jan de Łask, armoiries Korab, né à Łask en 1499 et mort le 8 janvier 1560 à Pińczów, est un humaniste, théologien et réformateur protestant polonais, commémoré au Monument de la Réforme à Genève. Neveu du primat de Pologne Jan Łaski, secrétaire du roi Zygmunt II Auguste, il a joué un rôle important dans les grands débats théologiques de son époque. Il a organisé des églises protestantes en Angleterre et en Frise orientale ainsi que l'église calviniste en Pologne. Bien qu'il ait vécu et œuvré pour l’essentiel en dehors de son pays, il a grandement contribué au développement de la langue et de la littérature littéraires polonaises ainsi qu'au développement de l'humanisme et des traditions démocratiques de la république des Deux Nations.

## Biographie
Jan Łaski naquit en 1499 à Łask, en Grande Pologne, dans une famille aristocratique polonaise qui jouait un grand rôle dans le pays. Son père Jarosław Łaski était voïvode de Sieradz, son oncle, Jan Łaski - archevêque de Gniezno, primat et chancelier de Pologne. En tant que troisième fils, Jan Łaski était destiné à une carrière ecclésiastique. Il fut ordonné prêtre en 1521. Son oncle qui avait financé ses études en Italie, nourrissait de grandes ambitions pour lui. Il lui procura des prébendes et le nomma, à quatorze ans, coadjuteur, chanoine de Cracovie et doyen de Gniezno, en attendant qu’il devint évêque. Le jeune Łaski exerçait en même temps de hautes fonctions dans l’administration du royaume. 
En 1523, il accompagna son frère pour une mission diplomatique à Bâle et Paris. En France, il fut présenté à Marguerite de Valois et fut chargé de sa correspondance. Suivirent d’autres voyages dans l’Europe, cette fois sous l’autorité de l’Église catholique qui le missionna pour lutter contre la réforme. Loin de ses objectifs, il rencontra Ulrich Zwingli et Érasme de Rotterdam. Il demeura six mois à la maison d’Érasme à Bâle, lieu de réunion de nombreux humanistes. En raison de la grande estime qu'il éprouvait pour ce jeune homme, Érasme, qui était déjà âgé, décida de vendre sa bibliothèque à Jan Łaski "en viager", c'est-à-dire à la condition qu'il n'en prenne possession qu’après sa mort et moyennant un paiement échelonné sur plusieurs années. Cette bibliothèque, augmentée des livres acquis par ailleurs par Jan Łaski , est conservée à Emden dans l'ancienne grande église, restaurée à cet effet entre 1992 et 1995,.
En 1526, Jan Łaski rentra en Pologne où il accepta des postes de prestiges que lui offrait l’Église catholique et devint archidiacre de Varsovie, évêque de Vesprem puis secrétaire du prince de Transylvanie Jean Sigismond Zapolya.
En 1537, il rendit visite à Philippe Mélanchthon à Wittemberg, et se trouva dès lors entièrement acquis à la Réforme, rendant visite aux principaux leaders protestants en Suisse, en Allemagne et aux Pays-Bas. A Louvain, il épousa une femme de condition très modeste dont il eut plusieurs enfants. 
En 1541, cet aristocrate promis aux honneurs et à l'épiscopat, il fut contraint par sa conscience à renoncer à cette dignité ecclésiastique, pour « servir, selon sa faiblesse, cette Église du Christ qu’il haïssait au temps de son ignorance et de son pharisaïsme. » A son retour en Pologne, il  rompit publiquement avec l’Eglise catholique.
En 1543, il fut appelé par la régente de la Frise orientale, Anne d’Oldenbourg, comme surintendant de l'église. II passa une dizaine d’années en Frise orientale où il fit œuvre de réformateur, donnant une forte impulsion au calvinisme, notamment à Emden. Mais au bout de quelques années, sa position se trouva menacée du fait que l’Empereur souhaitait le retour au catholicisme de la Frise orientale. Dans cette perspective, répondant à l’appel de l’archevêque Thomas Cranmer, Jan Łaski se rendit à Londres en 1548, où il entra au contact avec l’entourage du jeune roi Edouard VI qui voulait réformer l’Eglise d’Angleterre.
En 1550, la régente dut se résoudre à se séparer de Jan Łaski. Il se rendit donc à Londres, où il devint prédicateur et surintendant des paroisses regroupant des réfugiés protestants originaires de France, d’Italie et des Pays-Bas. Cette expérience s’acheva à la mort de Edouard VI. La sanglante persécution des protestants par «la catholique» Marie Tudor montée sur le trône d'Angleterre en 1553 obligea Jan Łaski et sa communauté à prendre la fuite.
Il chercha à émigrer avec sa paroisse au Danemark mais ni dans ce pays, ni dans les ports allemands de la Baltique où ils se présentèrent, les réfugiés ne furent acceptés par les luthériens. Finalement, il trouva refuge à Emden   puis à Francfort-sur-le-Main.
En 1556, il rentra en Pologne accueilli par le roi le roi Zygmunt II August dont il devint secrétaire. Il s'installa à Pińczów. Il créa l’Église Réformée polonaise et en fut le superviseur. Il consacra les dernières années de sa vie à la mise en place d’une cohésion nationale au sein de cette nouvelle Église qu’il souhaitait interconfessionnelle où luthériens, calvinistes et frères de Bohème pouvaient officier sans distinction. Mais il était malade, ses forces déclinaient et il ne put mener à bien son action. Malgré sa mort en 1560, le rapprochement qu'il souhaitait se concrétisa par le Consensus de Sandomierz (en) signé en 1570 par les réformés, les Frères bohémiens, les calvinistes et les luthériens de Grande-Pologne.

## Œuvres
- Forma ac ratio ecclesiastici ministerii in peregrinorum, potissimum vero Germanorum, ecclesia forme internationale latin 1550 (Règlement de l'Église hollandaise réfugiée en Angleterre, rédigé par Jan Łaski durant son séjour à Londres (1550-1553), publié à Francfort-sur-le-Main en 1555)
- Confessio Londinesis

## Postérité
En 1993, l'Église protestante réformée et la paroisse évangélique réformée d'Emden ont créé la "Fondation Bibliothèque Jean de Lasco - Grande Église d'Emden". La Grande Église, autrefois la plus grande église de la ville d'Emden, avait été en grande partie détruite lors des bombardements de la Seconde Guerre mondiale. Les vestiges du chœur du XVe siècle ont été intégrés au nouveau bâtiment de la bibliothèque qui contient entre autres la bibliothèque d'Érasme.